# Gepanzerte Munitionsschlepper
Al sinds 1939 was er in het Duitse leger vraag naar gepantserde munitievoertuigen. Zeker toen de inval van Rusland begon (operatie Barbarossa) omdat de aanvoerlijnen steeds langer en kwetsbaarder werden voor luchtaanvallen. Het eerste prototype, de VK302 (Sonderschlepper BIII), was klaar in 1940. Oorspronkelijk waren er 20 van besteld en later nog eens 100. Maar tussen oktober 1941 tot januari 1942 waren er maar 28 van gebouwd. Tijdens een test in 1941 bleek dat de bepantsering niet dik genoeg was en een kogel van een gewoon geweer er makkelijk doorheen kon. Toen heeft het leger het ontwerp veranderd.
Men maakte de bepantsering dikker en plaatste er een 5cm-Pak38 op. De taak van het voertuig werd veranderd, nu was het de taak van het voertuig munitie op te slaan en tevens als antitankgeschut dienen.